# 岡本桃香
岡本 桃香（おかもと ももか、1997年10月20日 - ）は、WOWOW専属アナウンサー。スターダストプロモーション制作3部所属。元山梨放送アナウンサー。元モデル、元タレント。愛知県西加茂郡三好町（現みよし市）出身。中京大学附属中京高等学校、中京大学現代社会学部卒業、早稲田大学大学院修了。妹は広島ホームテレビアナウンサーの岡本愛衣。

## 来歴

### モデル・タレント時代
2014年、高校2年生当時、株式会社SISTERMANAGEMENTへ入所。DIANNAプロジェクトの練習生からソロアイドルとしてShowroomで行われていた「黒髪美少女物語」にてデビューを果たす。11月 4thシングル『DEEP SNOW』のカップリング曲で鈴木杏実、ジュリア萌と共に派生ユニットを組み、DIANNA☆Mとして『LUCIFER』に参加。なお、この『DEEP SNOW』のPVの制作資金をクラウドファンディングで募る計画を立ち上げ、それに成功した事でも話題となった。
2015年3月、プロデューサーとして@JAMの総合プロデュースを手がける橋元恵一が参画することを発表され、同時にDIANNA☆SWEETへの加入が発表された。
2016年3月、グループ卒業を発表。卒業後は東海地方を中心にタレント活動を続けた。4月、中京大学現代社会学部入学。（在学中にアナウンススクール「NAWS 名古屋アナウンスワークショップ」に在籍。同スクール時代の講師に山梨放送とメ～テレに在籍していたフリーアナウンサーの村瀬寛美がいる。また、中京大学体育会サッカー部の主務・マネージャーを務めていた。）
2017年、DIANNA☆SWEET卒業ライブにゲスト出演
2018年、第42回総理大臣杯全日本大学サッカートーナメント全国第3位の成績。同期にはアビスパ福岡の東家聡樹がいる。Miss Universe Japan岐阜大会にて審査員特別賞 受賞
2019年、ヴィッセル神戸応援ガールズヴィッセルセレイア2019シーズンを担当。山梨放送に入社が内定。SISTERMANAGEMENT退社。2020年3月 中京大学を卒業。

### 山梨放送時代
2020年4月 山梨放送入社。6月8日 ラジオ「はみだし しゃべくりラジオ キックス」 内「YBSラジオニュース・天気予報」で初鳴き。

2022年10月11日 山梨県警甲府警察署一日警察署長を務めた。

2023年9月8日 担当番組内で9月末で山梨放送を退社することを発表した。『ててて！TV』最終出演は2023年9月29日放送分。ラジオの最終出演は9月30日12:00 - 13:00放送の卒業特別番組『岡本桃香の推しラジどんぶらこ』となった。

### スターダストプロモーション時代
2023年10月23日、スターダストプロモーション制作3部に所属し、今後もフリーアナウンサーとして活動することを自身のSNSで発表した。
2025年3月、大学院を修了したことを発表した。4月、WOWOW専属となる。

## 人物・エピソード
- 趣味はちょっとした贅沢をすること。特技は動物と仲良くなれること（特にインコ）、モチベーションビデオ作成、時間短縮メイク、歌って踊ること[1]。
- 山梨放送在籍時の担当ラジオ番組『ラララ♪モーニング』内で鳥好きであることを公言し、以来リスナーと番組内で鳥の話題で交流している[25]。
- 桃香という名前にちなんでリスナーからのメールの挨拶に「どんぶらこ～」と書かれるようになり、本人も「どんぶらこ～」と返すようになっている[26]。
- 山梨放送在籍時の先輩アナウンサー・小松千絵とは、タイに一緒にサッカー観戦に行くなど、退職後も親交が続いている[27]。

## 出演

### モデル・タレント時代

#### テレビCM
- 長島ジャンボ海水プール「超激流プール」
- プレイランドキャッスル「全席禁煙プレイランドキャッスル記念橋南店」[28]
- 天然温泉 アーバンクア「天然温泉アーバンクア　SPA&LIVING」[29]
- (株)ノースランド
- メアリクリック
- meito「自由にダンス＿ユーロビート篇」[30]
- meito「スティックに選べる自由を。篇」[31]
- ラソール ガーデン・名古屋「結婚式場」[32]
- ラソール ガーデン・名古屋「プロポーズ」[33]

#### モデル・舞台
- 2016年6月 アリスインプロジェクト名古屋公演『チェンジングホテルNAGOYA』初舞台
- 2017年 丸昌カタログモデル
- 2018年 STYLING COLLECTION出演

### 山梨放送時代

#### テレビ
- やまなし調ベラーズ ててて!TV
  - 2021年4月23日 - 2023年9月29日（コーナー担当・不定期出演）
- 山梨ライブ ててて!TV
  - 2020年9月 - 2021年3月（プレゼンターとして出演）
- やまなしマルシェ
  - 2021年4月2日 - 9月 村上幸政と担当
  - 2021年10月 - 2022年3月 服部廉太郎と担当
- 前進!やまなし - 2023年4月3日 - 9月25日
- 海と日本PROJECT in やまなし
- 24時間テレビ 愛は地球を救う44（2021年） - 山梨放送メインパーソナリティ（深田幹規と担当）[34]
- 24時間テレビ 愛は地球を救う46（2023年） - 山梨放送メインパーソナリティ（和泉義治と担当）[35]
- YBSニュース

#### ラジオ
- ラララ♪モーニング
  - 水曜日担当（2021年3月31日 - 2023年9月27日）[36]

- はみだし しゃべくりラジオ キックス
  - 木曜日・ダンビラムーチョと担当（2022年4月7日 - 2023年9月28日）[37]

- ひる前らじお うるさごぜん
  - 金曜日担当 2022年4月1日 - 2023年9月29日）[38]
- YBSラジオニュース
- 恋のから騒ぎ⁉︎ シリーズ[注 2]
  - バレンタインSpecial 千絵・絵美・桃香の恋のから騒ぎ⁉︎
    - 2021年2月6日 （小松千絵、森田絵美と担当）[39]

  - ホワイトデーSpecial 千絵・絵美・桃香の恋のから騒ぎ⁉︎
    - 2021年3月6日（小松千絵、森田絵美と担当）[40]

  - 千絵と桃香の真夏も恋のから騒ぎ!?
    - 2021年7月25日（小松千絵と担当）[41]
    - 2022年7月23日（小松千絵と担当）[42]

- YBSラジオ新春特番 ラジコレ2021～パーソナリティーに聞きました～[注 3]
  - 2021年1月1日（櫻井和明と担当）[43]
- ぐるっと山梨[注 4]
  - ぐるっと山梨 県民の日 in 小瀬スポーツ公園
    - 2022年11月20日（山梨県小瀬スポーツ公園から公開生放送 髭男爵山田ルイ53世と担当）[44]

  - ぐるっと山梨 シャトレーゼスイーツマラソン in 笛吹
    - 2023年2月5日（笛吹みんなの広場から公開生放送 ぼる塾と担当）[45]

  - ぐるっと山梨 in 峡東地域世界農業遺産フェスティバル
    - 2023年8月5日（甲州市勝沼ぶどうの丘から公開生放送 髭男爵山田ルイ53世と担当）[46]
- YBSラジオ開局特番 武藤敬司の富士山からムーンサルトプレス[注 5]
  - 2023年7月1日（武藤敬司、清野茂樹と担当、ゲスト：嶋佐和也、リポーター：服部廉太郎）[47]
- 岡本桃香の推しラジどんぶらこ[注 6]
  - 2023年9月30日（ゲスト：塩川莉世）[48]
- 爆笑問題の日曜サンデー[49]
  - 2020年9月6日 山梨県産のぶどうをプレゼン。太田光、古舘伊知郎と共演。

#### 配信
- DAZN Jリーグ中継リポーター
- 桃太郎ラジオ（服部廉太郎と）[50]

### スターダストプロモーション時代

#### テレビ
- 南関東地方競馬チャンネル（キャスター）[51] - 2024年4月 -　2025年3月
- ニッポン生まれの美味しい発明！（BSテレビ東京、2024年3月9日17:30 - 18:30）[52]
- 美味しい発明！グルメ系社会見学（BSJapanext、2024年3月13日17:00 - 18:00）[53]
- よじごじDays（レポーター、テレビ東京、2024年3月29日15:40 - 16:54）[51]
- お笑い4コマパーティ　ロロロロ（中京テレビ、2024年5月1日24:29 - 24:54）[51]

#### ラジオ
- JFNブランニューヒッツ（JFN系列、月-木曜日10:10 - [注 7]）[54]
  - 2024年2月 - 2025年3月
- COLORFUL KAWASAKI（FMヨコハマ、2025年3月9日-30日）[55][注 8]

### WOWOW専属アナウンサーとして
- エキサイトマッチ〜世界プロボクシング - 2025年4月 -